# Canton de Saint-Florent-le-Vieil
Le canton de Saint-Florent-le-Vieil est une ancienne division administrative française située dans le département de Maine-et-Loire et la région Pays de la Loire.
Il disparait aux élections cantonales de mars 2015, réorganisées par le redécoupage cantonal de 2014.

## Composition
Le canton de Saint-Florent-le-Vieil groupe onze communes. Il compte 18 153 habitants (population municipale) au 1er janvier 2012.
| Nom                                | Code Insee | Intercommunalité                       | Population (dernière pop. légale) |
| ---------------------------------- | ---------- | -------------------------------------- | --------------------------------- |
| Saint-Florent-le-Vieil (chef-lieu) | 49276      | CC du Canton de Saint-Florent-le-Vieil | 2 809 (2013)                      |
| Beausse                            | 49024      | CC du Canton de Saint-Florent-le-Vieil | 395 (2013)                        |
| Botz-en-Mauges                     | 49034      | CC du Canton de Saint-Florent-le-Vieil | 818 (2013)                        |
| Bourgneuf-en-Mauges                | 49039      | CC du Canton de Saint-Florent-le-Vieil | 680 (2013)                        |
| La Chapelle-Saint-Florent          | 49075      | CC du Canton de Saint-Florent-le-Vieil | 1 364 (2013)                      |
| Le Marillais                       | 49190      | CC du Canton de Saint-Florent-le-Vieil | 1 130 (2013)                      |
| Le Mesnil-en-Vallée                | 49204      | CC du Canton de Saint-Florent-le-Vieil | 1 468 (2013)                      |
| Montjean-sur-Loire                 | 49212      | CC du Canton de Saint-Florent-le-Vieil | 3 115 (2013)                      |
| La Pommeraye                       | 49244      | CC du Canton de Saint-Florent-le-Vieil | 4 000 (2013)                      |
| Saint-Laurent-de-la-Plaine         | 49295      | CC du Canton de Saint-Florent-le-Vieil | 1 710 (2013)                      |
| Saint-Laurent-du-Mottay            | 49297      | CC du Canton de Saint-Florent-le-Vieil | 761 (2013)                        |

## Géographie
Situé dans les Mauges, et borné au nord par la Loire, ce canton est organisé autour de Saint-Florent-le-Vieil dans l'arrondissement de Cholet. Sa superficie est de plus de 191 km2 (19 187 hectares), et son altitude varie de 6 mètres (Le Marillais) à 174 mètres (La Pommeraye), pour une altitude moyenne de 68 mètres.
| Nom de la commune          | Surface (ha) | Alt. mini (m) | Alt. maxi (m) |
| -------------------------- | ------------ | ------------- | ------------- |
| Beausse                    | 536          | 83            | 156           |
| Botz-en-Mauges             | 1 574        | 11            | 141           |
| Bourgneuf-en-Mauges        | 1 164        | 80            | 152           |
| La Chapelle-Saint-Florent  | 1 584        | 7             | 102           |
| Le Marillais               | 947          | 6             | 36            |
| Le Mesnil-en-Vallée        | 1 772        | 7             | 127           |
| Montjean-sur-Loire         | 1 933        | 8             | 78            |
| La Pommeraye               | 3 900        | 12            | 174           |
| Saint-Florent-le-Vieil     | 2 470        | 7             | 130           |
| Saint-Laurent-de-la-Plaine | 1 844        | 29            | 113           |
| Saint-Laurent-du-Mottay    | 1 463        | 8             | 137           |

## Histoire
Le canton de Saint-Florent-le-Vieil (chef-lieu) est créé en 1790. Initialement dénommé canton de « Montglone », il est rattaché au district de Saint-Florent-le-Vieil, puis en 1800 à l'arrondissement de Beaupreau, et à sa disparition en 1857, à l'arrondissement de Cholet.
Le canton a été très éprouvé par la chouannerie à partir de 1793.
Dans le cadre de la réforme territoriale, un nouveau découpage territorial pour le département de Maine-et-Loire est défini par le décret du 26 février 2014. Le canton de Saint-Florent-le-Vieil disparait aux élections cantonales de mars 2015.

## Administration
Le canton de Saint-Florent-le-Vieil est la circonscription électorale servant à l'élection des conseillers généraux, membres du conseil général de Maine-et-Loire.

### Conseillers généraux de 1833 à 2015
| Période | Période          | Identité                                | Étiquette                        | Qualité |
| ------- | ---------------- | --------------------------------------- | -------------------------------- | --- |
| 1833    | 1839             | Joseph Auguste Cesbron de la Guérinière |                                  | Maire de Saint-Florent-le-Vieil                                                                                            |
| 1839    | 1844 (décès)     | Oscar Leclerc-Thouin                    |                                  | Professeur d'agriculture au Conservatoire des Arts et Métiers à Paris                                                      |
| 1845    | 1852             | Théodore de Quatrebarbes                | Légitimiste                      | Propriétaire, maire de Chanzeaux Député (1846-1848)                                                                        |
| 1852    | 1868 (démission) | Vicomte Joseph de Boissard              |                                  | Maire du Mesnil |
| 1869    | 1871             | Louis Paul Bureau du Colombier          |                                  | Maire de Montjean |
| 1871    | 1904 (démission) | Baron Ernest Arnous-Rivière             | Droite                           | Officier Maire de La Chapelle-Saint-Florent                                                                                |
| 1904    | 1929 (décès)     | René-Charles Blachez                    | Conservateur                     | Avocat Maire de Montjean-sur-Loire Président du Conseil Général Député (1924-1928)                                         |
| 1929    | 1940             | Raoul de Saint-Pern (1889-1967)         | URD                              | Propriétaire à Saint-Florent-le-Vieil, conseiller d'arrondissement                                                         |
|         |                  |                                         |                                  | |
| 1945    | 1979             | Fernand Esseul                          | DVD puis CNI puis RI puis UDF-PR | Expert agricole et foncier Président du Conseil Général (1962-1979) Maire de La Pommeraye (1945-1976) Sénateur (1965-1974) |
| 1979    | 1987 (décès)     | Georges Menan (1921-1987)               | UDF-CDS                          | Maire de Saint-Florent-le-Vieil (1973-1987)                                                                                |
| 1987    | 1998             | François Blouin (1924-2014)             | UDF-CDS                          | Agriculteur Maire de La Pommeraye (1977-1991)                                                                              |
| 1998    | 2015             | Christian Rosello                       | DVD                              | Cadre commercial Vice-président du conseil général Maire du Mesnil-en-Vallée (1989- )                                      |

### Résultats électoraux détaillés
- Élections cantonales de 2004 : Christian Rosello (Divers droite) est élu au 2e tour avec 62,53 % des suffrages exprimés, devant Gérard Charbonnier (PS) (36,61 %) et Christian Maillet (Divers droite) (0,86 %). Le taux de participation est de 68,79 % (8 666 votants sur 12 597 inscrits)[8].
- Élections cantonales de 2011 : Christian Rosello (Divers droite) est élu au 1er tour avec 66,51 % des suffrages exprimés, devant François-Xavier Lantoine (PS) (33,49 %). Le taux de participation est de 44,64 % (13 162 votants sur 29 488 inscrits)[9].

### Conseillers d'arrondissement (de 1833 à 1940)
Le canton de Saint-Florent appartenait à l'Arrondissement de Beaupreau jusqu'à sa disparition en 1857, puis à l'arrondissement de Cholet.
| Période                                  | Période | Identité                                               | Étiquette | Qualité |
| ---------------------------------------- | ------- | ------------------------------------------------------ | --------- | --- |
| 1833                                     | 1842    | Charles Hiron                                          |           | Procureur du Roi à Beaupréau                                                                                |
| 1842                                     | 1845    | Joseph François Marie Cesbron de La Guérinière         |           | Maire de Saint-Florent-le-Vieil                                                                             |
| 1845                                     | 1848    | M. Gazeau                                              |           | Propriétaire à Saint-Florent-le-Vieil                                                                       |
|                                          |         |                                                        |           | |
| 1919                                     | 1929    | Raoul de Saint-Pern                                    |           | Propriétaire à Saint-Florent-le-Vieil                                                                       |
|                                          |         |                                                        |           | |
| 1934                                     | 1940    | René Neveu des Châteaux, Baron de Champrel (1895-1972) |           | Maire du Mesnil-en-Vallée                                                                                   |
| 1940                                     |         |                                                        |           | Les conseils d'arrondissement ont été suspendus par la loi du 12 octobre 1940 et n'ont jamais été réactivés |
| Les données manquantes sont à compléter. |         |                                                        |           | |

## Démographie
| 1962   | 1968   | 1975   | 1982   | 1990   | 1999   | 2006   | 2011   | 2012   |
| ------ | ------ | ------ | ------ | ------ | ------ | ------ | ------ | ------ |
| 13 468 | 13 995 | 14 428 | 15 340 | 15 541 | 15 880 | 17 049 | 18 001 | 18 153 |